# Vektorový procesor
Vektorový procesor (angl. vector processor, array processor) je digitální procesor navržený tak, aby dokázal vykonávat matematické operace nad celou množinou čísel v daném čase. Je opakem skalárního procesoru, který vykonává jednu operaci s jedním číslem v daném čase. Zrodily se při návrzích superpočítačů, kde našly i své první uplatnění a to v 80. a 90. letech. Dnes se využívají úplně běžně například jako CPU, GPU a APU.
V současnosti je už velmi složité stanovit hranici mezi skalárními a vektorovými procesory. Jako příklad je možné uvést instrukční sady AltiVec, 3DNow!, SSE a AVX v procesorech x86 či procesor CELL, který má jedno skalární (PPE) a osm vektorových (SPE) jader.